# Резолюция Совета Безопасности ООН 843
Резолюция Совета Безопасности ООН 843 — документ, принятый 18 июня 1993 года, ссылаясь на резолюцию 724 (1991) и на статью 50 Устава Организации Объединённых Наций. На 65-м заседании Комитет Совета Безопасности создал рабочую группу для рассмотрения вопросов по Югославии. 
Резолюция была принята единогласно.

## Подробности
Председатель Совета Безопасности в письмах сообщал Генеральному секретарю о необходимости Комитету, учреждённому резолюцией 724, проводить необходимые меры по решению вопросов по Югославии, в соответствии с положениями статьи 50. Комитету вынести рекомендации Председателю Совета Безопасности в отношении Болгарии, Венгрии, Румынии, Уганды и Украины. На 3240-м заседании Совет Безопасности ООН обсудил пункты в соответствии со статьей 50 Устава ООН как следствие осуществления мер, введённых против бывшей Югославии. 

## Голосование
Резолюция была единогласно принята 15 голосами «за».